# تپه باستانی آغچه حصار
این محوطه باستانی در استان تهران، شهرستان ساوجبلاغ و در موقعیت روستای آغچه حصار از توابع بخش چهار باغ واقع گردیده است.کشفیات باستان شناختی شامل سفال‌های بسیار زیبای خاکستری را شامل می‌شود.خمیره سفال‌ها بیشتر خاکستری و نخودی و قرمز و پوشش آن‌ها خاکستری و نخودی رنگ است.احتمالا با وجود سفال‌های خاکستری یک دوره اجتماعی در عصر آهن داشته‌است.